# 民主克伦佛教军-5旅
民主克伦佛教军-5旅（縮寫为DKBA-5），又称民主克伦仁爱军（缩写为DKBA）、民主克伦佛教军罗杜包营（英語：Klo Htoo Baw Battalion），是缅甸的一支克伦族佛教地方武装部队。苏拉培在2016年3月13日因喉癌去世后，由副司令苏莫谢（Saw Mo Shay）接任总司令，2021年7月21日苏莫谢因感染新型冠状病毒肺炎去世后，同年9月27日副司令苏萨迪接任总司令。
2010年，该部队与原来的民主克伦佛教军分裂，与克伦民族联盟保持着松散的关系，他们也与若開民族軍合作。
在2010年缅甸议会选举期间，该部队袭击了克伦邦苗瓦迪镇区的政府军和安全部队。与2010年的前身民主克伦佛教军不同，该部队于2011年11月3日与政府签署了停火协议，尽管他们尚未同意解除武装。
2022年8月，民主克伦佛教军-5旅与克伦民族联盟下属的武装部队克伦民族解放军和克伦民族保卫组织宣布组成名为“哥都礼武装部队”（英文：Kawthoolei Armed Forces 简称：KDNF）的联军以对抗缅甸国防军。